# Dança do Quadrado
Dança do Quadrado é uma brincadeira em forma de dança criada por estudantes da Universidade Estadual Paulista (Unesp) em 2002,[carece de fontes?] e posteriormente copiada pela cantora Sharon Acioly em 2007 e que, no ano seguinte, tornou-se um grande fenômeno da Internet, alcançando posteriormente diversas outras mídias.
Em 2008 a dança do quadrado ganhou o prêmio de "melhor webhit" no MTV Video Music Brasil, a premiação do canal MTV Brasil e ficou na terceira colocação na lista dos 10 melhores vídeos virais de 2008 em todo o mundo segundo a Microsoft Network e a revista PC World, sendo o único da lista cujo conteúdo não está em inglês.

## Origem
Apesar de ser tratada como uma espécie de brincadeira de acampamento, os primeiros relatos da dança datam do ano de 2002 no InterUnesp em Araraquara, mais especificamente no alojamento da delegação da UNESP Bauru que ficava no CAIC Rubens Cruz, no Jardim Selmi Dei.[carece de fontes?] Lá, estudantes da Unesp, entre os quais Maradona e os irmãos Cotonete e Cachaça, já cantavam uma música e ocorriam competições desta, que anos depois migrou para a cidade baiana de Porto Seguro, onde então a animadora Sharon Acyoli Arcoverde começou a gravar como criação dela.

## Notoriedade
Desde que a dança do quadrado se tornou um fenômeno de internet, ela tem sido citada em diversos meios de comunicação que vão desde a mídia impressa, como o Jornal do Brasil até programas televisivos como o TV Xuxa. Além disso, a dança se tornou um dos vídeos mais acessados do You Tube,  e presença constante em diversos shows de artistas notórios como Claudia Leitte e Ivete Sangalo ou até mesmo em atividades lúdicas e culturais promovidas pela Apae. No natal de 2008, as Casas Bahia fizeram um comercial com uma paródia da música a fim de divulgar sua campanha para o natal.